# CSO Plopeni
Clubul Sportiv Orășenesc Plopeni, allgemein bekannt als CSO Plopeni oder einfach als Plopeni, ist ein rumänischer Amateur-Fußballmannschaft-Club mit Sitz in Plopeni, Kreis Prahova. Der Club wurde ursprünglich 1947 unter dem Namen Metalul Plopeni gegründet.
Metalul fusionierte 1967 mit Rapid Mizil, stieg direkt in die dritte Liga auf und war jahrzehntelang eine feste Größe auf dem Niveau der Liga II und Liga III. 2004 wurde der Club aufgrund finanzieller Schwierigkeiten aufgelöst und erst 2006, nach zwei Jahren Inaktivität, neu gegründet, diesmal unter dem Namen Intersport Plopeni.
Trotz seiner guten finanziellen Lage für die vierte Liga gelang es Intersport in den nächsten drei Jahren nicht, aufzusteigen. 2009 wurde der Fußballverein dann als Teil des Multisport-Vereins CSO Plopeni aufgenommen. Intersport wurde in CSO Plopeni umbenannt und stieg nach nur einem Jahr wieder in die Liga III auf, wo er derzeit spielt.